# Tovarna vozil Maribor
Tovarna vozil Maribor; TVM (до 2001 года — Tovarna avtomobilov Maribor; TAM) — югославский и словенский завод-изготовитель грузовиков и автобусов из Марибора.
Пережив банкротство, реорганизацию, реконструкцию и двойное переименование, остался государственным предприятием. Заметно сократившаяся программа автобусов получила собственное наименование Marbus — «мариборский автобус».
Предприятие ликвидировано по процедуре банкротства в 2011 году.
Компания была восстановлена в 2014 году под названием TAM — Europe с китайскими инвестициями от China Hi-Tech Group Corporation. Основная продукция — это автобусы для аэропортов, междугородние автобусы и электробусы «VERO».

## Модели
С начала 1990-х годов в России эксплуатируются автобусы TAM, например, городской TAM 260 A116M.
Базовый 8-метровый автобус В4-080 вместимостью 28-30 человек со 170-сильным дизелем применяется как для рейсовых перевозок, так и для ближнего туризма.
Многоцелевой 9,6-метровый вариант В3-090 с повышенным расположением салона предлагается в четырёх вариантах разного назначения и вместимости (33-39 пассажиров), причём наиболее комфортный 276-сильный туристский автобус В3-090ТН в 33-местном исполнении отличается богатой комплектацией салона, в которую входят аудио и видеосистемы с двумя мониторами, блок-кухня и туалет. Удлинённая 11-метровая модель В3-090TL для пригородного сообщения снабжена местами на 43-49 пассажиров.